# BE (Original Stage Production)
"BE" (Original Stage Production) – pierwsze koncertowe DVD i zarazem drugi album koncertowy Szwedzkiej grupy progresywno metalowej Pain of Salvation.  Podczas koncertu zespół zagrał swój album "BE" w całości.

## Lista utworów
| Nr  | Tytuł utworu                       | Długość |
| --- | ---------------------------------- | ------- |
| 1.  | „Animae Partus (I Am)”             | 01:53   |
| 2.  | „Deus Nova”                        | 02:55   |
| 3.  | „Imago (Homines Partus)”           | 03:57   |
| 4.  | „Pluvius Aestivus”                 | 05:12   |
| 5.  | „Lilium Cruentus (Deus Nova)”      | 05:22   |
| 6.  | „Nauticus (Drifting)”              | 03:45   |
| 7.  | „Dea Pecuniae”                     | 09:16   |
| 8.  | „Vocari Dei”                       | 04:26   |
| 9.  | „Diffidentia (Breaching the Core)” | 07:33   |
| 10. | „Nihil Morari”                     | 06:34   |
| 11. | „Latericius Valete”                | 02:28   |
| 12. | „Omni”                             | 02:44   |
| 13. | „Iter Impius”                      | 06:23   |
| 14. | „Martius / Nauticus II”            | 06:31   |
| 15. | „Animae Partus II”                 | 00:50   |
|     |                                    | 1:09:49 |

## Twórcy

### Zespół
- Daniel Gildenlöw – główny wokal, gitara, mandolina, instrumenty perkusyjne
- Johan Hallgren – gitara, wokal, instrumenty perkusyjne
- Fredrik Hermansson – fortepian, Klawesyn, instrumenty perkusyjne
- Kristoffer Gildenlöw – gitara basowa progowa i bezprogowa, wokal, instrumenty perkusyjne
- Johan Langell – perkusja, instrumenty perkusyjne

### The Orchestra of Eternity
- Mihai Cucu – pierwsze skrzypce
- Camilla Arvidsson – drugie skrzypce
- Kristina Ekman – altówka
- Magnus Lanning – wiolonczela
- Asa Karlberg – flet
- Anette Kumlin – obój
- Nils-Ake Pettersson – klarnet
- Dries van den Poel – klarnet basowy
- Sven-Oloe Juvas – tuba

### Poboczni muzycy
- Mats Stenlund – organy kościelne
- Cecilia Ringkvist – wokal
- Donald Morgan – narracja
- Donald K. Morgan – narracja
- Alex R. Morgan – narracja
- Kim Howatt – czytanie wiadomości
- Jim Howatt – czytanie wiadomości
- Blair Wilson – Miss Mediocrity
- Gaby Howatt – Miss Mediocrity